# Богодарівка (Вознесенський район)
Богода́рівка — село в Україні, у Єланецькій селищній громаді Вознесенського району Миколаївської області. Населення становить 95 осіб. До 2020 року орган місцевого самоврядування — Маложенівська сільська рада.

## Населення

### Мова
Розподіл населення за рідною мовою за даними перепису 2001 року:
| Мова       | Кількість | Відсоток |
| ---------- | --------- | -------- |
| українська | 86        | 90.53%   |
| румунська  | 5         | 5.26%    |
| російська  | 4         | 4.21%    |
| Усього     | 95        | 100%     |